# Chambre des représentants de l'Arizona
56e législature de l'Arizona
Capitole de l'État de l'Arizona
La Chambre des représentants de l'Arizona (en anglais : Arizona House of Representatives) est la chambre basse de la législature d'État de l'Arizona, un État des États-Unis.

## Système électoral
La Chambre des représentants est composée de 60 sièges pourvus pour deux ans au scrutin binominal majoritaire à un tour dans 30 circonscriptions de deux sièges chacune. Les électeurs de chaque circonscription disposent de deux voix qu'ils répartissent aux candidats de leur choix, à raison d'une voix par candidat. Après décompte des suffrages, les deux candidats ayant reçu le plus de voix sont élus. Les représentants sont limités à un maximum de quatre mandats consécutifs.

## Siège
La Chambre des représentants siège au Capitole de l'État de l'Arizona, situé à Phoenix.

## Représentation
| Date           | Parti      | Parti        | Total |
| Date           | Démocrates | Républicains | Total |
| -------------- | ---------- | ------------ | ----- |
| Date           |            |              | Total |
| 9 janvier 2023 | 29         | 31           | 60    |